# 池田祐二
池田 祐二（いけだ ゆうじ、1952年7月6日 - ）は、日本の男性アニメーション美術監督。スタジオワイエス代表取締役。主にマッドハウス、ぴえろの作品を中心に手がけている。群馬県出身。血液型はO型。

## 美術監督作品
- 1985年『コンポラキッド』 美術デザイン、美術
- 1985年『悪魔島のプリンス 三つ目がとおる』 美術監督
- 1987年『火の鳥 宇宙編』 美術監督
- 1988年『ドラゴンボール』 チーフデザイナー(102-153話)、美術、背景
- 1988年『ドラゴンボール 摩訶不思議大冒険』 美術監督
- 1988年『魔界都市〈新宿〉』 美術監督
- 1989年『ドラゴンボールZ』 チーフデザイナー(1-199話)、美術
- 1989年『銀河英雄伝説』 美術監督(8話)
- 1989年『映画 ドラゴンボールZ』 美術監督
- 1989年『御先祖様万々歳!』 美術監督、背景
- 1989年『YAWARA!』 美術監督、美術
- 1990年『雲のように風のように』 美術監督
- 1990年『MAROKO 麿子』 美術監督
- 1990年『ドラゴンボールZ この世で一番強いヤツ』 美術監督
- 1990年『からくり剣豪伝ムサシロード』 美術監督
- 1990年『ドラゴンボールZ 地球まるごと超決戦』 美術監督
- 1990年『NINETEEN 19』 美術監督
- 1991年『アルスラーン戦記』 美術監督
- 1991年『ちいさなおばけアッチ・コッチ・ソッチ』 美術監督
- 1991年『丸出だめ夫』 美術監督
- 1992年『YAWARA! それゆけ腰ぬけキッズ!!』 美術監督
- 1992年『幽☆遊☆白書』 美術監督(1-65話)、美術デザイン(66-112話)
- 1992年『ノンタンといっしょ』 美術監督、美術設定
- 1993年『X2 ダブルエックス』 美術監督
- 1993年『ぼくの地球を守って』 美術監督(1話、2話)
- 1993年『お星さまのレール』 美術監督
- 1993年『POPS』 美術監督
- 1994年『幽☆遊☆白書 冥界死闘篇 炎の絆』 美術監督
- 1994年『とっても!ラッキーマン』 美術監督
- 1995年『アンネの日記』 美術監督
- 1995年『劇場版 NINKU -忍空-』 美術監督、背景
- 1996年『オリジナルビデオシリーズ ふしぎ遊戯』 美術監督
- 1996年『YAWARA! Special ずっと君のことが…。』 美術監督
- 1996年『はじめ人間ゴン』 美術監督
- 1997年『CLAMP学園探偵団』 美術監督
- 1998年『MASTERキートン』 美術監督
- 1998年『南海奇皇』 美術監督、美術
- 1998年『POWER DoLLS Detachment of Limited Line Service プロジェクトα』 美術監督
- 1999年『GTO』 美術監督
- 1999年『Di Gi Charat』 美術監督
- 1999年『レレレの天才バカボン』 美術監督
- 2000年『幻想魔伝 最遊記』 美術監督
- 2000年『劇場版カードキャプターさくら 封印されたカード』 美術監督
- 2001年『学園戦記ムリョウ』 美術監督
- 2001年『X』 美術監督
- 2002年『花田少年史』 美術監督
- 2003年『獣兵衛忍風帖 龍宝玉篇』 美術監督
- 2004年『MONSTER』 美術監督
- 2007年『Highlander: The Search for Vengeance』 美術監督
- 2007年『最遊記RELOAD -burial-』 美術監督(1話)
- 2011年『チベット犬物語 〜金色のドージェ〜』 美術監督

## 背景・美術・その他参加作品
- 1979年『円卓の騎士物語 燃えろアーサー』 背景
- 1980年『燃えろアーサー 白馬の王子』 背景
- 1980年『タイムパトロール隊オタスケマン』 美術担当
- 1980年『ほえろブンブン』 美術
- 1981年『ゴールドライタン』 美術設定
- 1981年『じゃりン子チエ』 背景
- 1982年『機甲艦隊ダイラガーXV』 美術
- 1982年『Dr.スランプ アラレちゃん』 美術
- 1982年『わが青春のアルカディア』 背景チーフ
- 1982年『わが青春のアルカディア 無限軌道SSX』 美術
- 1983年『愛してナイト』 美術
- 1984年『少年ケニヤ』 美術
- 1984年『夢戦士ウイングマン』 美術
- 1984年『Gu-Guガンモ』 美術
- 1984年『グリム童話 金の鳥』 背景
- 1984年『Dr.スランプ アラレちゃん ほよよ!ナナバ城の秘宝』 背景
- 1985年『映画 ゲゲゲの鬼太郎』 背景
- 1986年『劇場版 世紀末救世主伝説 北斗の拳』 背景チーフ
- 1986年『はだしのゲン2』 背景
- 1987年『赤い光弾ジリオン』 背景
- 1987年『映画 ほえろブンブン』 美術
- 1987年『ゲゲゲの鬼太郎 第3シリーズ』 美術
- 1988年『悪魔の花嫁 蘭の組曲』 背景
- 1989年『MIDNIGHT EYE ゴクウ』 背景
- 1990年『『風の名はアムネジア』 背景
- 1992年『ドラゴンボールZ 激突!!100億パワーの戦士たち』 美術監修、美術設定
- 1992年『ドラゴンボールZ 極限バトル!!三大超サイヤ人』 美術監修
- 1993年『獣兵衛忍風帖』 背景
- 1993年『映画 幽☆遊☆白書』 美術設定
- 1993年『機動警察パトレイバー 2 the Movie』 背景
- 1994年『NINKU -忍空- ナイフの墓標』 美術設定
- 1995年『NINKU -忍空-』 美術デザイン
- 1996年『みどりのマキバオー』 美術デザイン
- 1996年『赤ちゃんと僕』 美術デザイン
- 1996年『X -エックス-』 背景
- 1997年『ふしぎ遊戯 第二部』 美術監修
- 1997年『烈火の炎』 美術デザイン
- 1997年『それゆけ!宇宙戦艦ヤマモト・ヨーコII』 美術監修
- 2001年『劇場版 幻想魔伝 最遊記 Requiem 選ばれざる者への鎮魂歌』 美術監修、美術設定
- 2003年『茄子 アンダルシアの夏』 美術設定
- 2003年『GUNGRAVE』 美術設定
- 2006年『劇場版BLEACH MEMORIES OF NOBODY』 背景
- 2006年『DEATH NOTE』 背景
- 2007年『劇場版BLEACH The DiamondDust Rebellion もう一つの氷輪丸』 背景修正協力
- 2007年『ピアノの森』 背景
- 2008年『ONE OUTS -ワンナウツ-』 背景
- 2008年『秘密 〜The Revelation〜』 背景
- 2008年『劇場版BLEACH Fade to Black 君の名を呼ぶ』 背景
- 2011年『とある飛空士への追憶』 背景
- 2011年『逆境無頼カイジ 破戒録篇』 背景
- 2011年『HUNTER×HUNTER』 背景
- 2012年『おおかみこどもの雨と雪』 背景
- 2012年『ROAD TO NINJA -NARUTO THE MOVIE-』 背景
- 2013年『ちはやふる2』 美術
- 2014年『銀の匙 Silver Spoon 2期』 背景
- 2015年『ダイヤのA -SECOND SEASON-』 背景
- 2015年『古町と団五郎』 美術ボード
- 2015年『BORUTO -NARUTO THE MOVIE-』 背景
- 2016年『この世界の片隅に』 美術ボード
- 2017年『NARUTO -ナルト- 疾風伝』 美術設定
- 2017年『映画ドラえもん のび太の南極カチコチ大冒険』 美術設定
- 2017年『マーベル フューチャー・アベンジャーズ』 美術ボード
- 2018年『キリングバイツ』 美術設定
- 2018年『映画ドラえもん のび太の宝島』 背景
- 2018年『あさがおと加瀬さん。』 コンセプトボード
- 2018年『邪神ちゃんドロップキック』 背景
- 2018年『中間管理録トネガワ』 背景
- 2018年『ISLAND』 美術設定
- 2018年『からくりサーカス』 背景
- 2019年『ひとりぼっちの○○生活』 美術設定
- 2022年『劇場版 からかい上手の高木さん』 美術設定